# Ruta Estatal de Arizona 288
La Ruta Estatal de Arizona 288, y abreviada SR 288 (en inglés: Arizona State Route 288) es una carretera estatal estadounidense ubicada en el estado de Arizona. La carretera inicia en el sur desde la SR 188     en Lago Theodore Roosevelt hacia el norte cerca de Young. La carretera tiene una longitud de 84,6 km (52.56 mi).

## Mantenimiento
Al igual que las autopistas interestatales, y las rutas federales y el resto de carreteras estatales, la Ruta Estatal de Arizona 288 es administrada y mantenida por el Departamento de Transporte de Arizona por sus siglas en inglés ADOT.